# William Montacute, I conte di Salisbury
William Montacute, I conte di Salisbury (Cassington, 1301 – Windsor, 30 gennaio 1344), figlio di William de Montacute entrò a corte in giovane età divenendo compagno del giovane principe Edoardo, amicizia che continuò anche dopo la sua incoronazione avvenuta a seguito della deposizione del padre Edoardo II d'Inghilterra nel 1327. Nel 1330 William prese fermamente posizione contro Ruggero Mortimer, I conte di March che per tre anni aveva governato l'Inghilterra da reggente e che, quello stesso anno, venne giustiziato. Negli anni seguenti William servì fedelmente Edoardo che lo ricompensò in svariati modi, come la concessione della Signoria dell'Isola di Man o la creazione a Conte di Salisbury del 1337 con la relativa rendita. William servì sul Continente durante la Guerra dei cent'anni, venne catturato in Francia nel 1340 e una volta libero dovette promettere che non sarebbe mai tornato a combattere in quella terra.

## Vicino ad Edoardo II...
William Montacute nacque nel 1301 a Cassington, Oxfordshire, da William de Montacute, II barone Montacute (1285 circa-1319) ed Elizabeth Montfort, figlia di una famiglia del Warwickshire. I Montacute erano una famiglia originaria del West Country e le loro radici affondavano fino alla Conquista normanna dell'Inghilterra, avevano proprietà sparse nel Somerset, nel Dorset e nel Devon. Suo padre, il secondo barone, si era distinto nelle guerre contro gli scozzesi, aveva combattuto lealmente per Edoardo I d'Inghilterra ed aveva servito alla corte di suo figlio Edoardo II d'Inghilterra. La presenza dei Montacute a corte era vista da taluni con sospetto, una fazione capeggiata da Tommaso Plantageneto credeva infatti che la loro influenza su Edoardo II fosse eccessiva, per questo motivo William, secondo barone, venne spedito in Aquitania dove servì come Siniscalco e qui morì nell'ottobre del 1319.

## ... ed al fianco di Edoardo III
William era sui diciotto anni quando suo padre morì e l'anno seguente andò a corte per essere sottoposto alla tutela del re e solo tre anni più tardi gli vennero consegnati il titolo di barone e le relative terre. Edoardo dal 1320 al 1325 lo mandò in servizio sul Continente e nel 1326 lo nominò cavaliere. In quegli anni William doveva avere stretto amicizia con il giovane Edoardo, più giovane di lui di circa dieci anni, e quando nel 1327 Edoardo II fu deposto da Ruggero Mortimer, I conte di March e dall'amante, e regina, Isabella di Francia, egli rimase in servizio presso il giovane principe. Sempre nel 1327 combatté contro gli scozzesi, che profittando dei disordini interni stavano tentando un'invasione, e per questo l'anno dopo fu creato knigh banneret, un titolo che dava diritto al cavaliere di comandare delle truppe poste sotto la propria insegna. Nel 1329 William fu mandato in Francia per negoziare il matrimonio fra Edoardo III e la sorella di Filippo IV di Francia, Filippa di Hainaut, più importante però fu la missione che lo mandò ad Avignone, presso il papa, per cercare l'aiuto necessario a liberarsi dal dominio di Isabella e di Mortimer. Papa Giovanni XXII informò William di voler essere sicuro di stare trattando con il re in persona, così quando questi tornò in patria al pontefice venne spedita una lettera, per mano di Richard de Bury, Lord del Sigillo Privato, in cui lo si informava che le missive recanti le parole "santo padre" scritte per mano di Edoardo, sarebbero state sicuramente sue.
Il piano, di cui erano a conoscenza Edoardo, William e Bury, arrivò comunque alle orecchie di Mortimer che chiamò i primi due per chiederne conto, non ottenne niente e si limitò a far notare a Edoardo che mettersi contro di lui poteva non essere una buona idea.
Il 19 ottobre 1330 mentre Mortimer ed Isabella dormivano al Castello di Nottingham uno dei servitori mostrò a William un'entrata secondaria che passava da un tunnel sotterraneo, egli insieme a Edward de Bohun, John Neville, Robert d'Ufford, I conte di Suffolk (10 agosto 1298-4 novembre 1369 ed altri entrarono al castello dove si incontrarono con il re. A seguito di una breve colluttazione Mortimer venne catturato e, nonostante le preghiere di Isabella, venne giustiziato poche settimane dopo con l'accusa di tradimento. William ebbe la sua ricompensa, gli venne riconosciuta la Signoria di Denbigh, che era appartenuta a Mortimer e non fu il solo, suo fratello Simon Montacute (morto nel 1345), divenne vescovo di Worcester e di Ely, l'altro fratello Edward invece sposò Alice di Norfolk (1324 circa-1352 circa) una delle figlie di Tommaso, figlio di secondo letto di Edoardo I d'Inghilterra.

## Il servo fedele
Negli anni seguenti William fu uno dei più fidati compagni di Edoardo III, nell'aprile del 1331 i due andarono in Francia in incognito e allo stesso modo parteciparono nel mese di settembre ad un Torneo (medievale) a Cheapside. Dal 1333 in poi fu la guerra vera però a fare da padrona, William combatté nella Battaglia di Halidon Hill e nel conseguente assedio di Berwick-upon-Tweed e fu dopo questo combattimento che si vide riconosciuta la Signoria dell'Isola di Man. Questo fu comunque un riconoscimento del tutto teorico visto che l'isola era sotto il controllo degli scozzesi.
Nel febbraio del 1334 William fu mandato ad Edimburgo per chiedere ad Edward Balliol (1283 circa-1367) di rendere omaggio ad Edoardo III, anche per il fatto che Balliol era salito al trono grazie all'appoggio inglese ed alla vittoria riportata ad Halidon Hill. Per la campagna militare dell'estate del 1335 William procurò al re un enorme contingente, 180 armiger e 136 arcieri. Ancora una volta il suo lavoro venne ricompensato, una volta costretti gli scozzesi a cedere le Lowlands a William venne data la contea del Peeblesshire nella parte meridionale della Scozia. Gli venne anche permesso di prendere sotto la sua custodia il figlio di Mortimer, Ruggero Mortimer, II conte di March, un affare che gli fruttò una rendita di 1.000 marchi all'anno. Nel 1337 la fortuna inglese nella terra di Scozia finì, l'assedio di Dunbar fu un fallimento ed Edoardo spostò la sua attenzione al Continente.
Fallimento o meno il 16 marzo 1337 William fu creato Conte di Salisbury e perché potesse vivere secondo il proprio rango Edoardo III gli diede una rendita annua proveniente dalle miniere di Stagno della Cornovaglia, non per altro fu l'unica promozione del giorno, Edoardo III si stava infatti per lanciare in quella che divenne nota come la Guerra dei cent'anni.
In aprile William fu mandato a Valenciennes perché tessesse delle alleanze con le Fiandre e con i principi tedeschi, l'anno dopo accompagnò il re in diverse spedizioni in Francia insieme a un buon numero di soldati e nel settembre del 1338 fu creato Maresciallo d'Inghilterra. La carica era stata di Tommaso Plantageneto, I conte di Norfolk, che era morto il mese precedente, e sarebbe dovuta passare a Margaret, duchessa di Norfolk (1320 circa-24 marzo 1399), ma Edoardo non si fidava di suo marito John de Segrave, IV barone Segrave e decise quindi di darlo al ben più fidato William. Le alleanze politiche che Edoardo intendeva costruire costavano molto denaro e gli crearono un debito piuttosto grande, tanto che in quello stesso anno William dovette fare da garante al sovrano.
Durante una spedizione in Francia William venne catturato, presso Lilla, nell'aprile del 1340 e portato a Parigi dove Filippo VI di Francia avrebbe desiderato giustiziare lui e Robert Ufford. La loro vita venne salvata da Giovanni I di Boemia che suggerì come sarebbe stato meglio usarli come scambio per qualche nobile francese che era stato a sua volta catturato. Già nel mese di settembre William fu libero, ma ci vollero altri due anni perché si raggiungesse un accordo che prevedeva la sua rinuncia a tornare a combattere in territorio francese.
Quando tornò in patria, nel 1341, era in corso un conflitto fra Edoardo III ed il Cancelliere John de Stratford (morto nel 1348), William comunque si tenne piuttosto in disparte e anche quando fu incaricato di presiedere un comitato per ascoltare le accuse del re contro di lui non fece molto e presto il rapporto fra il sovrano ed il Cancelliere tornò a volgere al bello. Nel 1342 e 1343 William combatté nella Guerra di successione bretone al fianco di Roberto III d'Artois e in quell'anno partecipò alla stesura della Tregua di Malesroit. Nello stesso periodo riuscì anche ad impossessarsi dell'Isola di Man strappandola agli scozzesi. La sua ultima missione diplomatica ebbe luogo nel tardo 1343 quando accompagnò Enrico Plantageneto in Castiglia, quando furono di ritorno, nei primi giorni del 1344 William prese parte ad un torneo a Windsor.
Durante la giostra venne ferito ed in conseguenza del colpo ricevuto morì il 30 gennaio 1344, venne quindi sepolto all'abbazia di Bisham, nel Berkshire, che egli stesso aveva fondato nel 1337 quando era stato creato conte.

## Matrimonio e figli
William si sposò poco prima, o nel, 1327 con Catherine Montacute, contessa di Salisbury, si dice che della contessa si fosse innamorato il sovrano e che a lei si deve il nome dell'Ordine della Giarrettiera, altre voci sostengono che Edoardo pur di averla arrivò a stuprarla approfittando dell'assenza di William, ma nessuna di queste dicerie ha mai trovato un fondamento storico.
Insieme William e Catherine ebbero sei figli:
- Elizabeth Montacute (morta nel 1359) che sposò in prime nozze Hugh le Despencer, II barone le Despencer (1308-1349), figlio di Ugo Despenser il giovane
- William Montacute, II conte di Salisbury
- John Montacute (1328-1390)
- Filippa Montacute (1332-1381), sposò Ruggero Mortimer, II conte di March
- Sybyl Montacute
- Agnes Montacute
- Alice Montacute